# Hidegvölgy (Marosvásárhely)
A Hidegvölgy (románul: Valea Rece) egy marosvásárhelyi utca, és egyben a város legnagyobb cigánytelepe. A Tudor-negyed feletti dombon helyezkedik el; közigazgatásilag nem tartozik egyik városnegyedhez sem. Már a 19. században kialakult, a 2010-es évek végén becslések szerint 3000 ember lakta. A hidegvölgyiek magyar anyanyelvűek, és a város magyar nemzetiségű lakóival szolidarizálnak.

## Története
A Hidegvölgy név már a 18. század elején megjelenik; ez voltaképpen az itt átfolyó patak neve (1719: „hideg völgjben egj nyil kiis az Patakon altal jár az véghe”, 1764: „a' Hideg völgy árkáig”). 1765-ben a helyet városi legelőként említik, 1850-ben „eszkos, sovány, kopár oldalként” írják le. 1862-ben adnak hírt először az itt kialakult utcáról (Hidegvölgyre járo út) és az itt lakó cigányokról („a Cigányok laka háta megett...”). 1897-ben az utcát és a telepet Cigánysornak nevezik. 1934-ben az utca hivatalos román neve Strada Corturilor (sátoros utca), 1941-ben magyar neve Középső cigánytelep utcája.
A lakók önszerveződésének köszönhetően az 1950-es évek végén a telepen osztatlan elemi iskola és imaház is létesült. A kommunista városvezetés a telep felszámolását tervezte, azonban ez végül nem valósult meg. Az 1989-es rendszerváltás után rendezési tervet készítettek a telepi életkörülmények javítása céljából.
A cigányokhoz mind a marosvásárhelyi románok, mind a magyarok elutasítóan viszonyulnak; ennek ellenére a hidegvölgyi cigányok a magyarokkal szolidarizálnak. Ennek egyik oka, hogy magyar kulturális kötődésűek (magyar anyanyelv, magyar szocializáció, római katolikus vallás); másik oka a románok etnokratikus, nacionalista retorikája és gesztusai, mely fölöttébb negatívan érintette a cigány kisebbséget (is). Az 1990-es fekete március során a hidegvölgyiek a magyarok oldalán szálltak harcba „Ne féljetek magyarok, itt vannak a cigányok!” felkiáltással.
A 21. század elején többféle módon próbálták felzárkóztatni őket: hét tömbházat húztak fel összesen 80 lakrésszel, óvodát és egy új iskolát nyitottak a telepen, közfürdőt létesítettek mosdási, mosási lehetőséget biztosítva. A helyiek szerint az erőfeszítések nem hozták meg a várt eredményt: az iskolában nem nyújtanak kellő felkészítést, a közfürdőt pedig kisajátította néhány helyi vezér.

## Leírása
A Hidegvölgyet északra a Tudor-negyed, nyugatra a Kövesdomb, délkeletre a Belvedere-lakópark határolja. Közigazgatásilag nem tartozik egyik városnegyedhez sem, hivatalosan mezőgazdasági területként tartják nyilván.
1996-ban hivatalosan 600 lakosa volt, becslések szerint a 2010-es évek végén mintegy háromezren laktak itt. A valóságban ez a szám nagyobb is lehet, ugyanis sokan húzódnak meg rokonoknál, ismerősöknél; esetleg a hatóság elől bujkálnak. Túlnyomó többségük római katolikus; a hitéletet Léstyán Ferenc szervezte meg az 1960-as években. A telepet a mélyszegénység és a kilátástalanság jellemzi.